# 2013년 축구
다음은 2013년 전세계에서 개최된 축구 대회이다.

## 대회

### 남자 국가대표
- 1월 19일 - 2월 10일: 남아프리카 공화국에서 열리는 2013년 아프리카 네이션스컵
  -   나이지리아 (3번째 우승)
  -   부르키나파소
  -   말리
  - 4위:  가나

- 6월 15일 - 30일: 브라질에서 열리는 2013년 FIFA 컨페더레이션스컵
  -   스페인 (1번째 우승)
  -   브라질
  -   이탈리아
  - 4위:  우루과이

- 7월 7일 - 28일: 미국에서 열리는 2013년 CONCACAF 골드컵
  -   미국 (5번째 우승)
  -   파나마

- 7월 20일 - 28일: 대한민국에서 열리는 2013년 EAFF 동아시안컵
  -   일본 (1번째 우승)
  -   중화인민공화국
  -   대한민국
  - 4위:  오스트레일리아

### 청소년
- 10월 17일 - 11월 8일: 아랍에미리트에서 열리는 2013년 FIFA U-17 월드컵
  -   나이지리아 (2번째 우승)
  -   멕시코
  -   스웨덴
  - 4위:  아르헨티나
- 6월 21일 - 7월 13일: 튀르키예에서 열리는 2013년 FIFA U-20 월드컵
  -   프랑스 (1번째 우승)
  -   우루과이
  -   가나
  - 4위:  이라크

### 여자 국가대표
- 7월 10일 - 28일: 스웨덴에서 열리는 UEFA 여자 유로 2013
  -   독일 (8번째 우승)
  -   노르웨이

## 대륙 클럽 챔피언

### 남자
| 지역                                      | 대회                          | 우승팀              | 우승횟수 | 최근 우승 |
| ----------------------------------------- | ----------------------------- | ------------------- | -------- | --------- |
| AFC (아시아)                              | AFC 챔피언스리그 2013         | 광저우 헝다         | 1번째    | —         |
| AFC (아시아)                              | AFC컵 2013                    | 쿠웨이트 SC         | 3번째    | 2012      |
| AFC (아시아)                              | AFC 프레지던트컵 2013         | 발칸                | 1번째    | —         |
| CAF (아프리카)                            | CAF 챔피언스리그 2013         | 알아흘리            | 8번째    | 2012      |
| CAF (아프리카)                            | CAF 컨페더레이션컵 2013       | CS 스팍시앙         | 3번째    | 2008      |
| CAF (아프리카)                            | CAF 슈퍼컵 2013               | 알아흘리            | 5번째    | 2009      |
| CONCACAF (북, 중앙 아메리카, 카리브 제도) | CONCACAF 챔피언스리그 2012-13 | 몬테레이            | 3번째    | 2011-12   |
| CONCACAF (북, 중앙 아메리카, 카리브 제도) | 카리브 클럽 챔피언십 2013     | 빈칸                | 빈칸     | 빈칸      |
| CONMEBOL (남아메리카)                     | 코파 리베르타도레스 2013      | 아틀레치쿠 미네이루 | 1번째    | —         |
| CONMEBOL (남아메리카)                     | 코파 수다메리카나 2013        | 라누스              | 1번째    | —         |
| CONMEBOL (남아메리카)                     | 레코파 수다메리카나 2013      | 코린치앙스          | 1번째    | —         |
| OFC (오세아니아)                          | OFC 챔피언스리그 2012-13      | 오클랜드 시티       | 5번째    | 2011-12   |
| UEFA (유럽)                               | UEFA 챔피언스리그 2012-13     | 바이에른 뮌헨       | 5번째    | 2000-01   |
| UEFA (유럽)                               | UEFA 유로파리그 2012-13       | 첼시                | 1번째    | —         |
| UEFA (유럽)                               | UEFA 슈퍼컵 2013              | 바이에른 뮌헨       | 1번째    | —         |
| UAFA (아랍)                               | UAFA 클럽컵 2012-13           | USM 알제            | 1번째    | —         |
| UAFA (아랍)                               | GCC 챔피언스리그 2012-13      | 바니야스 SC         | 1번째    | —         |
| FIFA (전세계)                             | FIFA 클럽 월드컵 2013         | 바이에른 뮌헨       | 1번째    | —         |

## 사망
- 7월 23일: 브라질 국가대표 축구 선수 자우마 산투스 (1929년생)
- 7월 29일: 에콰도르 국가대표 축구 선수 크리스티안 베니테스 (1986년생)
- 11월 27일: 브라질 국가대표 축구 선수 니우통 산투스 (1925년생)